# Slang młodzieżowy
Slang młodzieżowy – charakterystyczna forma slangu, właściwa środowiskom młodzieżowym. Odznacza się specyficznym, wysoce ekspresywnym i dość efemerycznym zasobem leksykalno-frazeologicznym.
Slang młodzieżowy cechuje duża zmienność czasowa. W każdym dziesięcioleciu młodzież używa specyficznych dla siebie określeń, które następnie zmieniają swoje znaczenie, lub zastępowane są przez inne. Podobnie jak w przypadku gwary więziennej użytkownicy slangu młodzieżowego starają się stworzyć język niezrozumiały dla osób postronnych.
Polski slang młodzieżowy czerpie obecnie głównie z języka angielskiego, dawniej były to języki rosyjski i niemiecki. Częste są też zapożyczenia ze slangu więziennego (np. ramka – paczka papierosów, szlugi – papierosy). Powszechne jest również użycie wulgaryzmów. Forma używana codziennie nieraz różni się od formy slangu mającego chronić informacje przed uszami postronnych.
Socjolekt młodzieżowy wywodzi się z ekspresywnej formy polszczyzny potocznej. Wyróżnia się on gęstym występowaniem ekspresywnych określeń człowieka, zwłaszcza określeń negatywnych, a także obrazowością, metaforycznością oraz tendencją do gromadzenia wyrażeń synonimicznych. Zdaniem Jadwigi Kowalikowej slangu uczniowskiego nie należy wyodrębniać jako osobnej odmiany polszczyzny, lecz traktować go jako pewną warstwę słownictwa, opartą na języku ogólnopolskim (standardowym). Inni badacze zaś zwracają uwagę na wyraźne rozluźnienie związku gwary młodzieżowej z polszczyzną ogólną.